# 夢物語 (BREAKERZの曲)
「夢物語」（ゆめものがたり）は、BREAKERZの楽曲で、18枚目のシングル。2017年7月12日に発売された。発売元はZAIN RECORDS。

## 概要
前作「幾千の迷宮で 幾千の謎を解いて」以来6か月ぶりのリリースとなり、表題曲は前作に続き『名探偵コナン』のテーマソングに起用された。カップリングには10年前にリリースされたデビューアルバム「BREAKERZ」と同時期に制作されたという未発表曲「devil or angel?」が収録されている。
また、この曲でテレビ朝日系『ミュージックステーション』に4回目の出演を果たした。15thシングル「WE GO」以来2年2ヶ月ぶりの出演となり、『ミュージックステーション』における『名探偵コナン』へのタイアップ作品の披露は、BREAKERZ関連としては「WE GO」以来2曲目となる。

## 収録曲

### 初回限定盤A
1. 夢物語
  - 作詞 - DAIGO / 作曲 - AKIHIDE / 編曲 - BREAKERZ
2. devil or angel?
  - 作詞 - DAIGO / 作曲 - DAIGO / 編曲 - BREAKERZ

#### 特典DVD
「夢物語」Music Clip＋Music Clip Off Shot

### 初回限定盤B
1. 夢物語
  - 作詞 - DAIGO / 作曲 - AKIHIDE / 編曲 - BREAKERZ
2. devil or angel?
  - 作詞 - DAIGO / 作曲 - DAIGO / 編曲 - BREAKERZ

### 通常盤
1. 夢物語
  - 作詞 - DAIGO / 作曲 - AKIHIDE / 編曲 - BREAKERZ
2. devil or angel?
  - 作詞 - DAIGO / 作曲 - DAIGO / 編曲 - BREAKERZ
3. THE TRAIN'S GONE… 〜Acoustic Version〜

### 名探偵コナン盤
1. 夢物語
  - 作詞 - DAIGO / 作曲 - AKIHIDE / 編曲 - BREAKERZ
2. 幾千の迷宮で 幾千の謎を解いて 〜BREAKERZ 10周年 10番勝負 -VS- Live 2017.04.14 at Zepp Tokyo〜
3. 夢物語 〜TV Size Edit〜

## タイアップ
夢物語
- 読売テレビ・日本テレビ系アニメ『名探偵コナン』エンディングテーマ